# Per Oscar Gustav Dahlberg
Per Oscar Gustav Dahlberg, född 7 juli 1953 i Torshälla, är en svensk grafiker, målare och skulptör, bosatt i Sopot, Polen och i Paris.

## Biografi

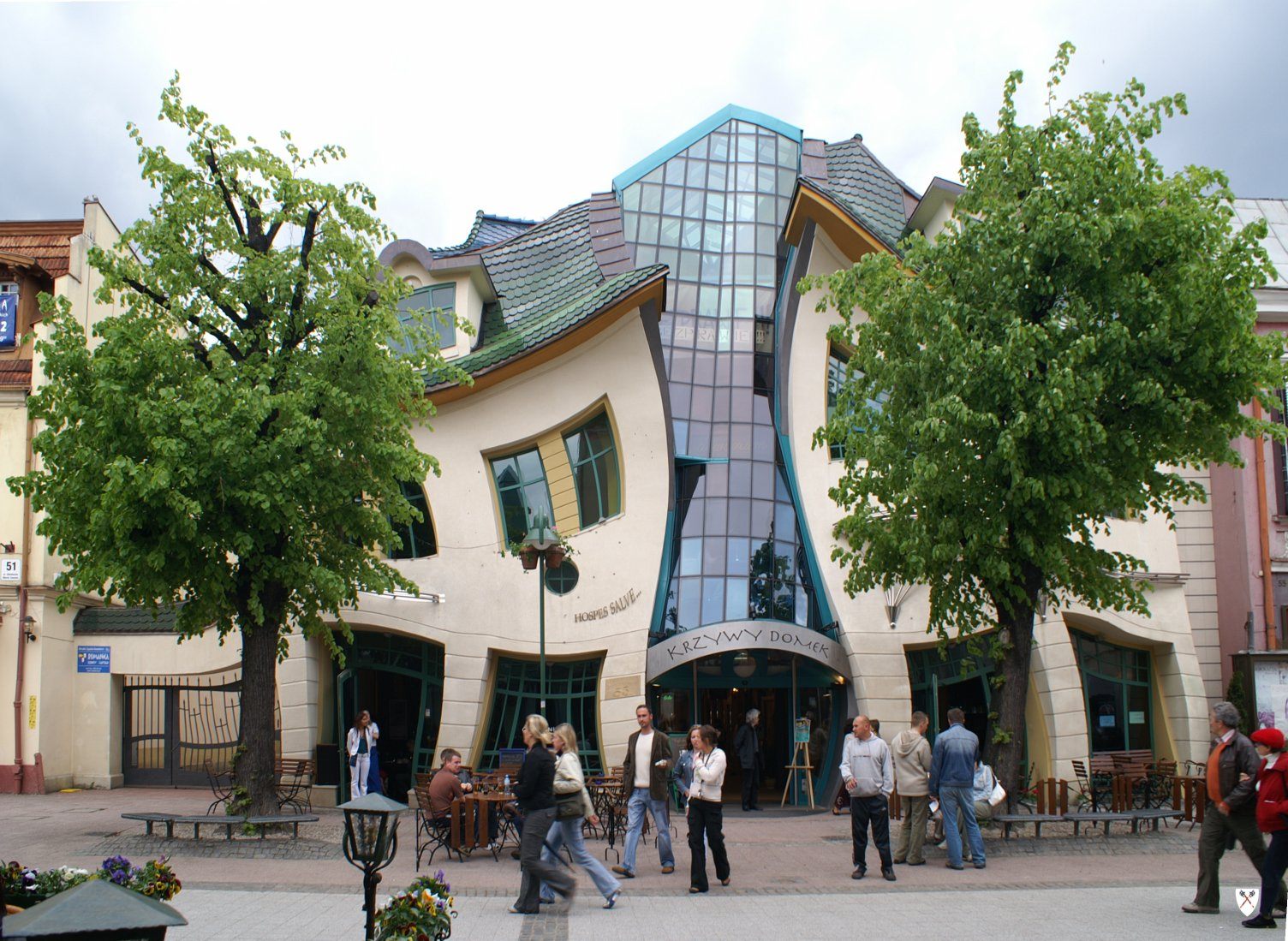
Krzywy Domek i Sopot, ritat av arkitektfirman Szotyńscy & Zaleski.

Dahlberg studerade 1974-1975 i Eskilstuna och därefter tre år i Cambridge, Storbritannien, samt ytterligare sex år vid Royal College of Art i London för en Master of Arts och en filosofie doktorsgrad. Han var under många år bosatt tillsammans med hustrun Anna Maria Krukowska-Dahlberg, också konstnär, i Torshälla och paret etablerade sig därefter i Sopot i Polen.
Han har under sin karriär varit verksam inom grafik, måleri, skulptur, textilier, audiovisuella installationer samt reklamfilm och animerad film. Dahlbergs organiska, svängda arkitekturavbildningar var tillsammans med illustratören Jan Marcin Szancers teckningar en av inspirationskällorna till det internationellt kända Krzywy Domek, "Krokiga huset", i Sopot.